# Danielle Gourevitch
Pour les articles homonymes, voir Gourevitch.
Danielle Gourevitch (née Danielle Leherpeux, le 21 janvier 1941 à Pluméliau, dans le Morbihan, morte le 13 juin 2021 à Paris,) est une philologue classique française, et historienne de la médecine. Ses travaux portent principalement sur la femme et la médecine dans l'Antiquité gréco-romaine.

## Biographie

### Formation
Née dans le Morbihan, Danielle Gourevitch est lauréate du Concours général 1957. Elle fait ses études à l'École normale supérieure (1961-1964) où elle est agrégée de grammaire en 1964 et diplômée de l'École Pratique des Hautes Études en 1965.
Elle entame une carrière d'enseignant au lycée de jeunes filles de Fontainebleau (Lycée François-Couperin), puis elle est à l'École française de Rome (1966-1969).

### Carrière
Pendant 20 ans, elle est professeur des universités à Nanterre (1969-1989) et docteur es lettres en 1981, sa thèse est intitulée Recherches sur l'idée et le vécu de la santé et de la maladie dans le monde gréco-romain aux époques hellénistique et romaine.
En 1989, elle est directeur d'études à l’École pratique des hautes études (sciences historiques et philologiques, chaire d'histoire de la médecine) ; à la retraite depuis 2008.

## Travaux
Elle est réputée comme historienne de très grande rigueur dans son travail, exigeante et intransigeante, mais aussi d'une grande générosité, de curiosité intellectuelle et de renouvellement scientifique en prônant la recherche transdisciplinaire.
Son principal domaine est celui de la médecine grecque et romaine, en particulier sur la gynécologie, et sur la place des femmes vues à travers les textes médicaux ; ainsi que sur les médecins, historiens ou érudits, du XIXe siècle.
Son œuvre majeure porte sur la médecine romaine, suscitant des réflexions proches de préoccupations actuelles sur le dialogue multiséculaire médecin-malade, le lien complexe du médecin avec la culture, la sienne et celle de son patient, les limites et incertitudes du savoir médical et la pluralité des stratégies sanitaires possibles.
Historienne féministe, elle est en phase avec l'émancipation de ses compagnes dans Le mal d'être femme (1984). Elle a été la première à inclure l'étude de la différence des genres dans la recherche historique et scientifique. Elle documente le fait que dans le cours de l'histoire, « la plupart des femmes ne sont même pas utilisées dans leur globalité, mais réduites à un organe ou une fonction ». Son rôle de pionnière est internationalement reconnu, par ses travaux de référence pour l'histoire des femmes qui jusqu'alors n'était qu'une histoire écrite par les hommes, vue à travers le regard des hommes.

Cependant en 1999 elle renâcle devant le refus contemporain de la binarité du genre en soutenant que les chercheurs nord-américains de la fin du XXe siècle, dans le sillage de Michel Foucault, sont incapables de neutralité : 
Or le combat en faveur de la banalisation de l'homosexualité trahit la réalité et la société. Revendiquer l'homosexualité est revendiquer la destruction de la société, où l'opposition entre le masculin et le féminin est essentielle, car chacun vit de symboles structurants que la revendication homosexuelle ridiculise. 

## Distinctions et honneurs
- Officier de l'ordre des Palmes académiques (1998) ;
- Chevalier de la Légion d'honneur (2002) ;

Proche collaboratrice de Mirko Grmek, historien de la médecine, elle a été présidente honoraire de la Société française d'histoire de la médecine, et présidente de la Société française d'histoire de l'art dentaire.
Elle est membre de nombreuses sociétés savantes, dont le comité national d’histoire des sciences (Académie des sciences) (1991) et l'Académie internationale d'histoire des sciences (1997)  ; la Société des études latines, l'Association pour l'encouragement des études grecques, la Société des Antiquaires de France.
Elle est lauréate de l'Académie de médecine (1999), du prix Jean-Reynaud de l'Académie des inscriptions et belles-lettres (2000), de l'université de Gand (2000) ; elle est membre invitée de l'Institute for Advanced Study de l'université de Princeton (2002) et professeur d'honneur de l'université de Milan (2020).

## Publications (sélection)

### Médecine de l'antiquité
- Le Mal d'être femme. La femme et la médecine dans la Rome antique, Les Belles Lettres, Paris 1984  (ISBN 2-251-33803-9).
- Le triangle hippocratique dans le monde gréco-romain. Le malade, sa maladie et son médecin (Bibliothèque des écoles françaises d’Athènes et de Rome, 251). École française de Rome, Rome 1984  (ISBN 2-7283-0064-X).
- avec Mirko Gmek, Les maladies dans l'art antique, Fayard, 1998  (ISBN 2-213-60154-2).
- avec Marie-Thérèse Raepsaet-Charlier, La femme dans la Rome antique, Hachette Littératures, Paris 2001  (ISBN 2-01-235310-X).
- avec Annie Verbanck-Piérard et Véronique Boudon-Millot, Au temps de Galien, un médecin grec dans l'empire romain, Somogy, Paris, 2018  (ISBN 978-2-7572-1398-8).

### Autres
- avec Antonio Ricciardetto, Théon, l’enfant grec d’Oxyrhynque. La vie quotidienne en Égypte au IIIe siècle, Liège, Presses Universitaires de Liège, 2020 (Cahiers du CEDOPAL, 9). Ouvrage destiné à la jeunesse.
- « Maladie et maladies. Histoire et conceptualisation », Mélanges en l'honneur de Mirko Grmek (École Pratique des Hautes Études, IV. 'Section Sciences Historiques et Philologiques, 5 : Hautes études médiévales et modernes, 70, ZDB -ID 1165098-9 ). Édition préparée par Danielle Gourevitch. Librairie Droz, Genève 1992.
- La mission de Charles Daremberg en Italie. (1849-1850). Manuscrit conservés à la bibliothèque de l'Académie Nationale de Médecine  (Memorie e documenti su Roma e l'Italia meridionale, NS 5). Présenté, édité et annoté par Danielle Gourevitch. Centre Jean Bérard, Naples 1994  (ISBN 2-903189-44-7).
- Histoire de la médecine. Leçons méthodologiques, sous la direction de Danielle Gourevitch. Ellipses, Paris 1995  (ISBN 2-7298-9568-X).
- Médecins érudits de Coray à Sigerist. Actes du colloque de Saint-Julien-en-Beaujolais (juin 1994), textes réunis et édités par Danielle Gourevitch, de Boccard, Paris 1995  (ISBN 2-7018-0095-1).
- « Charles Daremberg, son ami Émile Littré et son histoire médicale positiviste », dans Frank Huisman, John Harley Warner (éd.), Localisation des antécédents médicaux. Les histoires et leurs significations, The Johns Hopkins University Press, Baltimore MD et al. 2004  (ISBN 0-8018-7861-6), p. 53-73 (GoogleBooks).

### Traductions
- Soranos d'Éphèse : Maladies des femmes, textes établis, traduits et commentés par Paul Burguière, Danielle Gourevitch, Yves Malinas, 4 volumes, Les Belles Lettres, Paris 1988-2000.
- Hippocrate : De l'art médical (Le Livre de Poche, Bibliothèque classique, 704). Traduction d'Émile Littré. Textes prescrits, commentés et annotés par Danielle Gourevitch. Introduction de Danielle Gourevitch, Mirko Grmek et Pierre Pellegrin. Librairie Générale Française, Paris 1994  (ISBN 2-253-90704-9).